# Мангрово колибри
Мангровото колибри (Amazilia boucardi) е вид птица от семейство Колиброви (Trochilidae). Видът е застрашен от изчезване.

## Разпространение
Разпространен е в Коста Рика.